# Наумов, Николай Алексеевич
Никола́й Алексе́евич Нау́мов (род. 4 января 1953 года) — российский управленец, предприниматель, футбольный функционер. Экс-президент московского футбольного клуба «Локомотив», занимал эту должность в 2007—2010 годах.

## Биография
Закончил Фрунзенский политехнический институт. Работал главным инженером на заводе, потом перешел в райком комсомола, стал первым секретарем. После этого работал в райкоме КПСС, учился в партийной академии. По заявлениям самого Наумова в молодости он был игроком дубля бишкекского клуба «Алга». А после, работая во властных структурах, был его негласным куратором. Позже занялся предпринимательской деятельностью, перебрался в Россию уже из независимого Кыргызстана. До того как стал президентом ФК «Локомотив» занимался девелоперским бизнесом в Санкт-Петербурге, был членом исполкома федерации футбола Ленинградской области.
Живёт в Санкт-Петербурге, является совладельцем строительной компании и стоматологической клиники. У Наумова две дочери, есть внук.

## Футбольный клуб «Локомотив»

### Сезон 2008
12 ноября 2007 года решением совета директоров ФК «Локомотив» избран президентом клуба. 7 декабря 2007 г. новым главным тренером «Локомотива» стал Рашид Рахимов. В Чемпионате России 2008 года «Локомотив» занял 7-е место.

### Сезон 2009
В конце апреля с поста главного тренера был уволен главный тренер Рашид Рахимов. До июня 2009 года исполняющим обязанности главного тренера стал Владимир Маминов. 26 мая единогласным решением Совета директоров клуба главным тренером был назначен Юрий Сёмин. Летом в клуб перешел полузащитник Вагнер. В Чемпионате России 2009 года «Локомотив» занял 4-е место и получил путёвку в Лигу Европы 2010—2011.

### Сезон 2010
Перед сезоном 2010 в клуб перешли полузащитники Владислав Игнатьев, Дмитрий Тарасов и вратарь Александр Криворучко. 29 июля 2010 года контракт Наумова с «Локомотивом» истёк, совет директоров «Локомотива» решил его не продлевать.

### Итоги
В бытность Наумова президентом «Локомотив» не выиграл ни одного титула, однако Наумов многое сделал для стадиона «Локомотив». При Наумове на территории стадиона появились Малая спортивная арена и тренировочный зал, планировалось строительство гостиницы и второго прохода на стадион. Также в планах было строительство тренировочной базы московского клуба на озере Иссык-Куль в Кыргызстане. Кроме того, при Наумове был создан фарм-клуб «Локомотив-2», выступающий во втором дивизионе чемпионата России.